# Brzozowo-Chrzczony
Brzozowo-Chrzczony – wieś w Polsce położona w województwie podlaskim, w powiecie białostockim, w gminie Poświętne. 
Zaścianek szlachecki Chrzczony należący do okolicy zaściankowej Brzozowo położony był w drugiej połowie XVII wieku w powiecie suraskim ziemi bielskiej województwa podlaskiego.
Wierni kościoła rzymskokatolickiego należą do parafii Przemienienia Pańskiego w Poświętnem.

## Zabytki
- drewniany wiatrak koźlak, 1875–1884, nr rej.: 437 z 20.03.1979[8].